# The United States of America (Band)
The United States of America war eine psychedelische Rockband aus den 1960er-Jahren, die im Jahr 1968 ein Album veröffentlichte. Die Band gehörte zu den Pionieren der elektronischen Musik.

## Geschichte
Die Band wurde 1967 von Joe Byrd, Dorothy Moskowitz, Gordon Marron, Rand Forbes und Craig Woodson gegründet. Später stieß zusätzlich Ed Bogas hinzu.
Die selbstbetitelte LP (1968) erreichte trotz geringen kommerziellen Erfolgs einen gewissen Kultstatus. Außerdem kommen auf dieser LP erstmals in der Geschichte der Rockmusik eigens für die LP entwickelte Synthesizer zum Einsatz, während auf den Einsatz von E-Gitarren (bis auf einen E-Bass) vollkommen verzichtet wird.
Trotz positiver Kritiken wurde das Album von CBS Records schlecht vermarktet, verkaufte sich schlecht und wurde bald darauf aus dem Katalog gestrichen. Die einzige Tour der Band verlief ebenfalls problematisch, da Bandmitglieder wegen Drogenbesitzes festgenommen wurden und die technische Ausrüstung mehrfach versagte. Die resultierenden Spannungen in der Band führten dazu, dass sich The United States of America 1969 auflöste.
Joe Byrd gründete 1969 die Band Joe Byrd and the Field Hippies, die das Album The American Metaphysical Circus veröffentlichte. Sängerin Dorothy Moskowitz arbeitete später mit Country Joe McDonald zusammen.

## Werk
The United States of America ist gleichzeitig Bandname, Albumtitel und das Programm dieser LP: die musikalische und kulturelle Vielfalt eines Amerika des Jahres 1968 abzubilden, nach dem Vorbild der Beatles, die mit Sgt. Pepper’s Lonely Hearts Club Band im Jahr 1967 erstmals eine Schallplatte als in sich geschlossenes, zusammenhängendes Werk behandelt hatten.
Das programmatische Werk, vergleichbar einem Liederzyklus in der klassischen Musik, war einer Äußerung der Sängerin Dorothy Moskowitz zufolge von den Musikern der Band allerdings gar nicht beabsichtigt: „As a whole, the album does not have a coherent, unified vision (…) If you listen to each song, it's almost like a variety show.“ 
In ihren Texten zeichnen die fünf Musiker das Bild einer dekadenten Überflussgesellschaft, in der die Befriedigung jedes Bedürfnisses käuflich ist (The American Metaphysical Circus), in der alt gewordene Paare als Fremde nebeneinander leben (Stranded in Time) und ein Familienvater seiner minderjährigen Geliebten erklärt, dass er seine „hölzerne Ehefrau“ nicht für sie verlassen werde:
„I won’t leave my wooden wife for you, sugar,
I’ve got a split level house with a wonderful view, sugar,
Three sweet kids and a Yorkshire terrier, too, sugar.
And I just couldn’t stand it if you come home late from school.“
Konterkariert wird dieses Bild einer bigotten, entfremdeten Gesellschaft durch lyrische Passagen voller Sehnsucht (Cloud Song, Love Song for the dead Che) und Abschnitte voller Lebenslust (The American Way of Love), die in der Feststellung „Love is all“ gipfeln, welche vor dem Hintergrund der Zeit, der Love- and Peace-Ära, das Werk gleichsam als frohe Botschaft abrundet. 
Ungewöhnlich für eine Psychedelic-Rockplatte aus dem Jahre 1968 ist, dass an keiner Stelle eine Gitarre verwendet wird. Neben Schlagzeug und Bass finden sich eine elektrische Violine, ein elektronisches Cembalo, Orgel, Klavier und diverse weitere elektronische Instrumente – darunter erste primitive Synthesizer –, dazu der kühle, mitunter eisige Gesang von Sängerin Dorothy Moskowitz und ihrer männlichen Bandkollegen Gordon Marron (Geige), Craig Woodson (Schlagzeug, Perkussion u. a.), Rand Forbes (Bass) und Joseph (Joe) Byrd (Tasteninstrumente, elektronische Klangerzeuger).
Auch wenn Joseph Byrd als Kopf der United States of America fungierte, bestand die Gruppe insgesamt aus eigenständigen Musikerpersönlichkeiten, was die schnelle Auflösung der Band wohl begünstigte. Sowohl Byrd als auch Moskowitz hatten Musik studiert, Byrd außerdem Musikethnologie und Psychologie. Produziert wurde die LP von David Rubinson, diverse Gastmusiker kamen zum Einsatz, unter anderem Ed Bogas. Die elektronischen Klangerzeuger wurden extra für diese Platte von Richard Durrett konstruiert.
Die Songs der LP changieren zwischen mittelalterlicher Melodik, Beatles-Harmonik und Zitaten früher Jazz- und Ragtimeschlager. Sie werden verbunden und eingeleitet durch Klangcollagen, die von europäischer und amerikanischer Elektronik-Avantgarde und Musique concrète beeinflusst sind (Joe Byrd war in der Fluxus-Bewegung engagiert und kannte Stockhausens Werke). Gleich zu Beginn des Albums ertönen mindestens vier verschiedene Märsche und Hymnen gleichzeitig, die von Byrd arrangiert, dirigiert oder auf einer Calliope selbst eingespielt und übereinandergelegt wurden, ein Vorgehen, das an Charles Ives erinnern soll. Neben Filmmusikzitaten, Alltagsgeräusche fügen sich damals neuartige elektronische Klänge in das ästhetische Gesamtbild ein. Bass und Schlagzeug liefern dabei abwechslungsreiche, zum Teil sehr schnelle und nach vorn peitschende Beats (so in The Garden of Earthly Delights). Im Finale The American Way of Love, einer Hymne auf den Homosexuellen-Strich an der 42nd Street, kehren alle Songs der Platte noch einmal als Zitat wieder.

## Bedeutung
Barry Graves führt in seinem Rock Lexikon das Album der Band unter den 300 wichtigsten Meilenstein-Alben der Rock Musik. Es wurde zudem in die The Wire’s “100 Records That Set the World on Fire (While No One Was Listening)” aufgenommen.

## Diskografie
- The United States of America (1968), CBS Records
  1. The American Metaphysical Circus 4:55
  2. Hard Coming Love 4:43
  3. Cloud Song 3:18
  4. The Garden of Earthly Delights 2:39
  5. I Wouldn't Leave My Wooden Wife for You, Sugar 3:52
  6. Where Is Yesterday 3:07
  7. Coming Down 2:40
  8. Love song for the Dead Che 3:25
  9. Stranded in Time 1:50
  10. The American Way of Love 6:38

- The United States of America (Neuauflage, 2004), Sundazed Records
wie oben mit folgenden Bonustracks:
  1. Osamu's Birthday
  2. No Love To Give
  3. I Won't Leave My Wooden Wife For You, Sugar (Alternativversion)
  4. You Can't Ever Come Down
  5. Perry Pier
  6. Tailor Man
  7. Do You Follow Me
  8. The American Metaphysical Circus (Alternativversion)
  9. Mouse (The Garden of Earthly Delights)
  10. Heresy (Coming Down)